# Feng Shaofeng
Feng Shaofeng (chinesisch 馮紹峰 / 冯绍峰, Pinyin Féng Shàofēng; * 7. Oktober 1978 in Shanghai), auch bekannt als William Feng, ist ein chinesischer Schauspieler. Er wurde durch die erfolgreiche Fernsehserie Palace (2011) bekannt. Auf der Forbes China Celebrity 100 List wurde er 2012 auf Platz 33 gesetzt. Außerdem gewann er einen Hundred Flowers Award in der Kategorie „Bester Schauspieler“ für seine Rolle im Film Der letzte Wolf (2015).

## Leben und Karriere
Feng wurde in Shanghai als einziger Sohn eines Beamten geboren. Unter dem Einfluss seiner Mutter wandte er sich schon als Kind künstlerischen Tätigkeiten zu und spielte Violine. Nach der Schule wurde er an der Shanghai Theater Academy aufgenommen.
Feng hatte seinen ersten Auftritt als Schauspieler schon 1998 und spielte dann in einer Reihe von Fernsehserien, darunter Boy & Girl, Wind and Cloud 2, Assassinator Jing Ke, Sigh of His Highness und The Conquest. Nach seiner Rolle in der von TVB (Hongkong) und CCTV koproduzierten Serie The Drive of Life erhielt er erstmals mehr Aufmerksamkeit. Es folgten Auftritte in Yun Niang und Four Women Conflicts. 2010 verkörperte er Liu Zhang in der Serie Beauty’s Rival in Palace. Mit einer Hauptrolle in der sehr populären Serie Palace gelang Feng 2011 der Durchbruch. Im Historienfilm White Vengeance spielte er im selben Jahr Xiang Yu und erhielt dafür zwei Auszeichnungen beim Harbin Film Festival 2011. Es folgten Rollen in Painted Skin: The Resurrection (2012), einer Fortsetzung von Gordon Chans Film Painted Skin von 2008, und an der Seite von Fan Bingbing in Double Xposure, einem romantischen Thriller von Li Yu.
Als Titelfigur Lan Ling Wang trat Feng 2013 in Prince of Lan Ling in Erscheinung. Die Serie war besonders in Taiwan erfolgreich und steigerte dort die Bekanntheit des Schauspielers. Noch im selben Jahr hatte er außerdem eine tragende Rolle in Detective Dee und der Fluch des Seeungeheuers von Tsui Hark. 2014 wurde er beim Beijing Student Film Festival zum populärsten Schauspieler des Jahres gewählt. Zusammen mit Tang Wei spielte er 2014 im Film The Golden Era von Ann Hui mit, der bei den 71. Internationalen Filmfestspiele von Venedig gezeigt wurde. Feng wollte ohne Entgelt arbeiten, da er es als große Ehre empfand, mit der Regisseurin zu arbeiten. Eine weitere Rolle hatte er in The Continent von Han Han.
2015 erhielt er eine Rolle in der französisch-chinesischen Koproduktion Der letzte Wolf, basierend auf einem Bestseller von Jiang Rong (2004). Bei den Dreharbeiten hatten Feng und sein Schauspielpartner Shawn Dou engen Kontakt mit den titelgebenden Wölfen. Für diese Rolle wurde er bei den 33. Hundred Flowers Awards als bester Schauspieler ausgezeichnet. Es folgte ein Auftritt im Film The Three-Body Problem. In The Monkey King 2 verkörperte Feng 2016 Xuanzang. Nach dem Fantasyfilm Ice Fantasy, und einem chinesischen Remake von Die Hochzeit meines besten Freundes kehrte Feng 2017 ins Fernsehen zurück, mit einer Rolle in The Starry Night, The Starry Sea.

## Filmografie

### Film
- 2004: Brush Up My Sisters (百分百刑警)
- 2006: Dragon Gate Station (龙门驿站之嚎月)
- 2011: White Vengeance (鸿门宴)
- 2012: Painted Skin: The Resurrection (画皮2)
- 2012: Double Xposure (二次曝光)
- 2012: Threads of Time (柳如是)
- 2012: Tai Chi Zero (太極之零開始)
- 2012: Tai Chi Hero (太極２ 英雄崛起)
- 2013: Detective Dee und der Fluch des Seeungeheuers (狄仁傑之神都龍王)
- 2013: Love Will Tear Us Apart (我想和你好好的)
- 2014: Snow Blossom (大寒桃花开)
- 2014: The Continent (后会无期)
- 2014: The Golden Era (黄金时代)
- 2015: Der letzte Wolf (狼图腾)
- 2015: Dragon Blade (天将雄师; Cameo)
- 2015: Bride Wars (新娘大作战; Cameo)
- 2016: The Monkey King 2 (西游记之三打白骨精)
- 2016: The Bodyguard (特工爺爺; Cameo)
- 2016: My Best Friend’s Wedding (我最好朋友的婚礼)
- 2017: Hanson and the Beast (二代妖精)
- 2017: The Three-Body Problem (三体)
- 2018: The Monkey King 3 (西游记之女儿国)
- 2018: Detective Dee und die Legende der vier himmlischen Könige (狄仁傑之四大天王)
- 2018: Song of the Assassins
- 2019: Pegasus (飛馳人生)

### Fernsehen
- 1998: Shaonian Xu Beihong (少年徐悲鸿)
- 1998: Xingxing Chuan (星星串)
- 1998: Pudong Geyao (浦东歌谣)
- 2000: Shangcheng Meiyou Yewan (商城没有夜晚)
- 2000: Actually Don’t Want to Go (其实不想走)
- 2001: Rising (崛起)
- 2001: Father Goes Forward (老爸向前冲)
- 2001: Love Password (爱情密码)
- 2002: Illusion (镜花水月)
- 2002: Boy & Girl (男才女貌)
- 2003: Wind and Cloud 2 (风云2)
- 2004: First Lover (初恋情人)
- 2004: Assassinator Jing Ke (荆轲传奇)
- 2004: The Legend of Hero (中华英雄)
- 2004: First Kind of Crisis (第一种危机)
- 2005: Sigh of His Highness (一生为奴)
- 2006: The Conquest (争霸传奇)
- 2006: Deep Night (夜深沉)
- 2007: The Drive of Life (岁月风云)
- 2007: Special Policewoman (非常女警)
- 2008: Yun Niang (芸娘)
- 2008: Women’s Flowers (女人花)
- 2008: One Thousand Teardrops (一千滴眼泪)
- 2008: Rose Martial World (玫瑰江湖)
- 2009: Traveling to Tiger Mountain (再向虎山行)
- 2009: Four Women Conflict (锁清秋)
- 2009: The Diamond Family (钻石豪门)
- 2009: A Husband and Wife (夫妻一场)
- 2010: Ghost Catcher – Legend of Beauty (天师钟馗之美丽传说之美丽之罪)
- 2010: Beauty’s Rival in Palace (美人心计)
- 2010: The Girl in Blue 佳期如梦)
- 2010: Horizon True Heart (天涯赤子心)
- 2011: My Daughter (夏家三千金)
- 2011: Journey to the West (西游记)
- 2011: Palace (宫)
- 2011: The Emperor’s Harem (后宫)
- 2011: Symphony of Fate (命运交响曲)
- 2012: Legend of the Military Seal (虎符传奇)
- 2012: Beijing Love Story (小城大爱)
- 2013: Prince of Lan Ling (兰陵王
- 2016: Ice Fantasy (幻城)
- 2017: The Starry Night, The Starry Sea (那片星空那片海)
- 2017: Ice Fantasy Destiny (幻城凡世)
- 2018–2019: The Story of Ming Lan (知否知否应是绿肥红瘦)
- 2020: Chuang ye nian dai
- 2020–: Shan He Yue Ming

## Diskografie
- Moon Flower / 月亮花 (2002; Soundtrack The Love Story in the Fantasyland)
- My Only Lover / 唯一的恋人 (2011)
- Song of Chu / 楚歌 (2012; mit Crystal Liu, Soundtrack White Vengeance)
- A Hundred Years of Revolution / 百年轮回 (2012; Soundtrack Fantasy Zhu Xian 2)

## Belege
1. ↑  Wang Xiaolin: 2012 Forbes China Celebrity 100 List. In: Forbes China. 2. Mai 2012, archiviert vom Original (nicht mehr online verfügbar) am 9. September 2013; abgerufen am 20. August 2017 (chinesisch).
2. 1 2  Winners revealed at Chinese famous film awards. In: CRI English. 25. September 2016, archiviert vom Original (nicht mehr online verfügbar) am 13. April 2019; abgerufen am 20. August 2017 (englisch).
3. 1 2  Xu Fan: Actor Feng Shaofeng ‘doesn’t care’ for Hollywood cameos. In: ChinaDaily.com. 26. September 2014, abgerufen am 20. August 2017 (englisch).
4. ↑  Interview with The Eighth Prince of “Jade Palace Lock Heart”, Feng Shaofeng. In: China Hush. 9. April 2011, archiviert vom Original (nicht mehr online verfügbar) am 10. November 2017; abgerufen am 20. August 2017 (englisch).
5. ↑  ‘White Vengeance’ wraps up shooting. In: China.org.cn. 20. Juli 2011, abgerufen am 20. August 2017 (englisch).
6. ↑  冯绍峰哈尔滨影展独揽两大奖 鞠躬谢李仁港导演  查看下一页. In: China News. 17. Februar 2012, abgerufen am 20. August 2017 (chinesisch).
7. ↑  Yang Mi, Feng Shaofeng to join Painted Skin 2. In: China.org.cn. 25. Mai 2011, abgerufen am 20. August 2017 (englisch).
8. ↑  Ma Sicong: New Still Photos of Feng Shaofeng in “Double Xposure”. In: ChineseFilms.cn. 18. September 2012, archiviert vom Original (nicht mehr online verfügbar) am 23. August 2018; abgerufen am 20. August 2017 (englisch).
9. ↑  Ada Tseng: TV drama King of Lan Ling stars Feng Shao Feng and Ariel Lin. In: Asia Pacific Arts. University of Southern California, 21. August 2013, archiviert vom Original (nicht mehr online verfügbar) am 20. August 2017; abgerufen am 20. August 2017 (englisch).
10. ↑  “Prince of Lan Ling” Finale Grabs Soaring Ratings in Taiwan, “The Patriot Yue Fei” Falls Short. In: JayneStars.com. Hunan TV, 8. Oktober 2013, abgerufen am 20. August 2017 (englisch).
11. ↑  Cast list of Tsui Hark’s ‘Di Renjie’ revealed. In: China.org.cn. 3. August 2012, abgerufen am 20. August 2017 (englisch).
12. ↑  Beijing College Student Film Festival concludes. In: Sina.com. 12. Mai 2014, abgerufen am 20. August 2017 (englisch).
13. ↑  Liao Fangzhou: Driving two friends crazy. In: GlobalTimes.cn. 27. Juli 2014, abgerufen am 20. August 2017 (englisch).
14. ↑  Liu Wei: Feng’s soul floated away on meeting co-stars of Wolf Totem. In: China Daily. 20. Oktober 2014, abgerufen am 20. August 2017 (englisch).
15. ↑  Liu Wei: Chinese actor dances with wolves. In: Chinawatch (Washington Post). 23. Juli 2014, archiviert vom Original (nicht mehr online verfügbar) am 10. Oktober 2017; abgerufen am 20. August 2017 (englisch).
16. ↑  Nebula-nominated Three-Body Problem completes filming. In: China Daily. 6. August 2015, abgerufen am 20. August 2017 (englisch).
17. ↑  Heidi Hsia: Feng Shaofeng joins “The Monkey King 2”. In: Yahoo News. 4. Dezember 2014, abgerufen am 20. August 2017 (englisch).
18. ↑  Borys Kit: ‘My Best Friends’ Wedding’ Chinese Remake Finds Stars. In: HollywoodReporter.com. 20. Mai 2015, abgerufen am 20. August 2017 (englisch).
19. ↑  Catch glimpses of TV series ‘The Starry Night, The Starry Sea’. In: China Daily. 7. Februar 2017, abgerufen am 20. August 2017 (englisch).

| Personendaten    | Personendaten                                                                     |
| ---------------- | --------------------------------------------------------------------------------- |
| NAME             | Feng, Shaofeng                                                                    |
| ALTERNATIVNAMEN  | Feng, William; 馮紹峰 (chinesisch, Langzeichen); 冯绍峰 (chinesisch, Kurzzeichen) |
| KURZBESCHREIBUNG | chinesischer Schauspieler                                                         |
| GEBURTSDATUM     | 7. Oktober 1978                                                                   |
| GEBURTSORT       | Shanghai                                                                          |